# 普雷德拉格·拉伊科維奇
普雷德拉格·拉基科維克（1995年10月31日—）是一位塞爾維亞足球運動員。在場上的位置是守門員。現效力於沙特職業足球聯賽球隊伊蒂哈德。他也代表塞爾維亞國家足球隊參賽。

## 國家隊生涯
拉伊科維奇在2013年8月7日对阵哥伦比亚的比赛中首次代表國家队出场。
2018年6月，他入选塞尔维亚参加2018年世界杯的阵容，但他没有上场機會。
2022年11月，他被选入塞尔维亚参加2022年卡塔尔世界杯的阵容。

## 外部連結
- 普雷德拉格·拉伊科維奇 個人資料 於reprezentacija.rs
- Predrag Rajković stats （页面存档备份，存于） at utakmica.rs （塞爾維亞語）
- 普雷德拉格·拉伊科維奇在FootballDatabase.eu中的档案
- worldfootball.net：普雷德拉格·拉伊科維奇之統計數據 （英文）
- 足球数据库：普雷德拉格·拉伊科維奇的球员统计数据
- 普雷德拉格·拉伊科維奇 – FIFA國際賽競賽紀錄 (存檔)
- 普雷德拉格·拉伊科維奇－UEFA國際賽競賽紀錄